# 공주 무성산성
공주 무성산성(公州 茂盛山城)은 대한민국 충청남도 공주시 우성면 한천리에 있는 석축 산성이다. 홍길동성이라고도 한다. 공주시의 향토문화유적(기념물) 제12호로 지정되었다.

## 개요
무성산성은 사곡면 대중리와 우성면 한천리 사이에 있는 높이 61m의 무성산 정상부에 있는, 돌로 쌓은 산성이다.
성은 자연 지형을 적절히 이용하여 쌓았다. 남북으로 이어지는 능선과 그 동쪽 경사면을 에워싸면서 만들어지는 성 안의 지형은 서쪽은 높고 동쪽은 낮은 형태를 이루고 있다. 전체적으로 성벽의 안팎면을 모두 수직으로 쌓아 올리고 내부는 석재로만 채워 쌓은 협축식으로 축조하였다. 남은 성벽중 가장 양호한 서쪽 성벽은 높이가 3-4m에 이르는 구간도 있는데 이 구간에서는 다듬을 돌을 수평으로 맞추어 쌓았다. 일부 구간이나 상부 구조에서 자연 할석을 이용하여 성벽을 쌓은 것이 확인되는데 이 부분은 쌓은 시기가 다른 것으로 보고 있다.
전체 성벽의 둘레는 530m이고, 관련 부속 시설로는 문지 2개소, 건물지 4개소, 저수 시설 1개소 등이 있다. 특히 방어력이 취약한 지점에 성 바깥쪽으로 일정 너비 만큼 돌출시켜 방어력을 높이기 위해 만든 치성이 5곳에서 확인되었다. 성 안에는 관련 유물이 거의 남아 있지 않다.
홍길동이 성을 쌓고 활동하였다는 이야기가 있어 홍길동성이라고도 부른다. 홍길동이 살았다고 전하는 동굴도 있으나 지금은 입구가 막혀 있다.

## 같이 보기
- 홍길동